# Emorya
Emorya es un género con dos especies de plantas  perteneciente a la familia Scrophulariaceae.

## Descripción
Son arbustos que por lo general tienen una pubescencia gris estrelladas y  tricomas glandulares. Las hojas son opuestas. Las inflorescencias son tirsos, que a su vez  están compuestos. La corona de flores es tubular y alcanza una longitud de 25 a 35 mm.  Las frutas son cápsulas con dos cámaras. El número de cromosomas es de: 2n = 38

## Taxonomía
El género fue descrito por John Torrey y publicado en Report on the United States and Mexican Boundary . . . Botany 2(1): 121–122, pl. 36. 1859.

## Especies aceptadas
A continuación se brinda un listado de las especies del género Emorya aceptadas hasta julio de 2011, ordenadas alfabéticamente. Para cada una se indica el nombre binomial seguido del autor, abreviado según las convenciones y usos 
- Emorya rinconensis
- Emorya suaveolens